# Cuatreros
Cuatreros és una pel·lícula documental argentina de 2017 escrita, dirigida i interpretada per Albertina Carri.

## Sinopsi
La directora segueix les passes d'Isidro Velázquez, el darrer gautxo que es va alçar en armes contra el govern argentí executat durant la presidència de Juan Carlos Onganía el 1967 i que es va convertir en un mite. Fa una recerca exhaustiva al Chaco i als arxius del cinema de Cuba de restes fílmiques, parents vius o desapareguts durant el Procés de Reorganització Nacional.

## Premis i nominacions

### Premis Sur
Aquests premis foren entregats per l'Academia de las Artes y Ciencias Cinematográficas de la Argentina el març de 2018.
| Any  | Categoria         | Candidat  | Resultat  |
| ---- | ----------------- | --------- | --------- |
| 2017 | Millor documental | Cuatreros | Guanyador |

### Premis Cóndor de Plata
Aquests premis forrn entregays per l'Asociación de Cronistas Cinematográficos de la Argentina el 2018.
| Any  | Categoria                    | Candidat  | Resultat  |
| ---- | ---------------------------- | --------- | --------- |
| 2018 | Millor Pel·lícula Documental | Cuatreros | Guanyador |